# 微縮模型戰棋

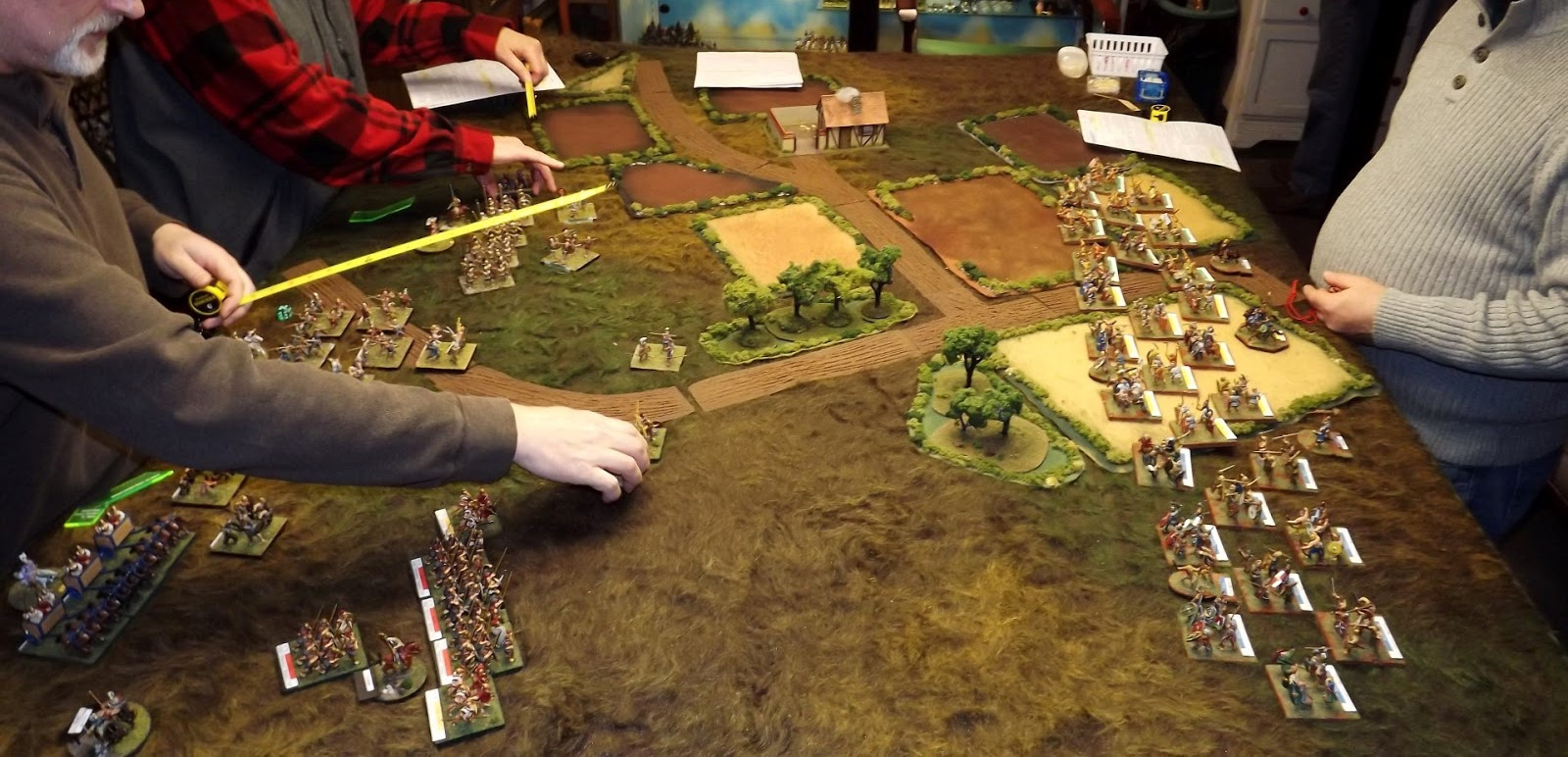
微縮模型戰棋

微縮模型戰棋是一种战争游戏，該遊戲中的军事单位由微型物理模型（例如士兵、大炮和軍車的微型模型。）来表示。相比之下普通的戰棋遊戲只用普通的棋子來表示軍事單位。